# Kozłowicze (rejon grodzieński)
Kozłowicze (biał. Казловічы, Kazłowiczy ros. Козловичи, Kozłowiczi) – wieś w rejonie grodzieńskim obwodu grodzieńskiego, w sielsowiecie Wiercieliszki. 
W XIX w. pod nazwą Kozłowicze w gminie Wiercieliszki (ujezd grodzieński guberni grodzieńskiej) występowały okolica, osada i dwa chutory. W okresie międzywojennym Kozłowicze należały do gminy wiejskiej Wiercieliszki w powiecie grodzieńskim województwa białostockiego. Według wyników spisu powszechnego z 1921 r. Kozłowicze były zaściankiem liczącym 41 domów (w tym 3 niezamieszkane). Mieszkało tu 175 osób: 75 mężczyzn, 100 kobiet. Pod względem wyznania żyło tu 145 katolików, 30 prawosławnych. 152 mieszkańców deklarowało narodowość polską, 23 białoruską. 
Współcześnie we wsi działa rzymskokatolicka parafia Wniebowzięcia Najświętszej Maryi Panny i św. Andrzeja Boboli w Kozłowiczach należąca do dekanatu Grodno-Wschód diecezji grodzieńskiej (kościół z 1817 r.).